# 칼이쓰마
칼이쓰마(1982년 12월 6일 ~)는 대한민국의 인터넷콘티 작가이다. 본명은 나상혁이고, 웃긴대학과 본인이 제작한 쓰마야닷컴에서 포토드라마를 연제중이다. KBS 위기탈출 넘버원에서 포토드라마 제작을 하였고, 인터넷에서 소리샷, 개그샷으로 자신의 작품을 선보이고 있다. 동생은 가수 진준왕이다.

## 작품활동
- 칼이쓰마 소리샷 (2005년 ~ 2008년)
- 칼이쓰마 개그샷 (2005년 ~ 현재)
- 어머나 멍멍 (연재중)
- 신처용가 (연재중)
- 귤이네 가족 (2009년 1월 1일 ~ 1월 30일)